# Viby bruk
Viby bruk är ett före detta järnbruk i Heby kommun.
Någon gång 1603–1607 byggdes vid Hammarån i Harbo församling, under säteriet Viby en masugn av rikskanslern Svante Bielke Runt 1650 läggs sedan masugnen ned.
1735 byggdes ett kniphammarverk vid samma säteri av Anders Nordenflycht. 1748 anlades även en plåthammare vid bruket. 1759 fanns här en plåthammare, kniphammare, ämneshammare, samt ett skär- och slipverk. Bruket hade dock svårt att få tillräckligt med vatten till driften, och troligen läggs huvuddelen av driften ned kort efteråt. En spikhammare förblev dock i drift, och spik tillverkas vid bruket åtminstone fram till år 1800. Därefter läggs även spiksmedjan ned.